# Q-Park

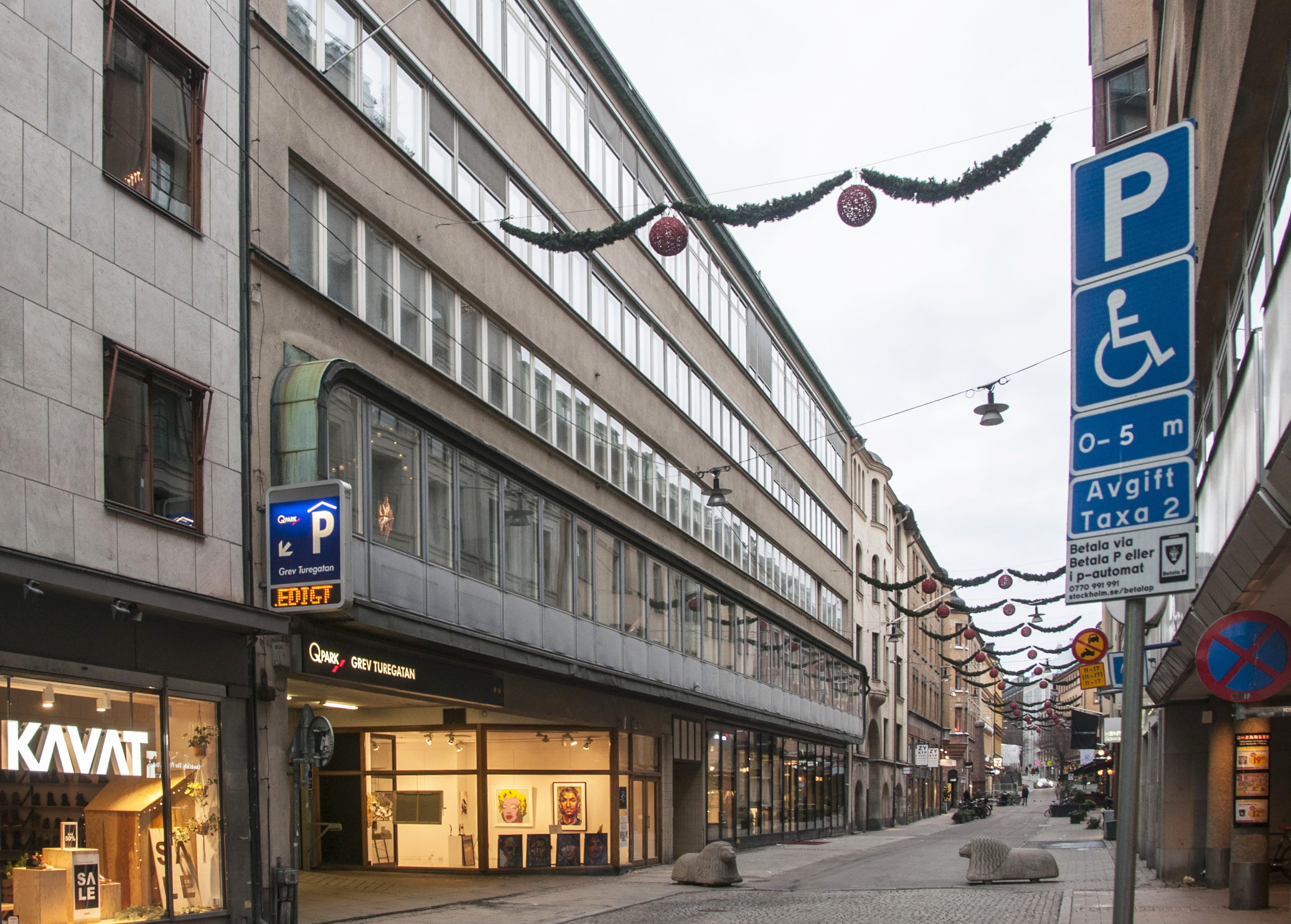
Q-Parks P-hus Grev Turegatan.

Q-Park (tidigare namn i Sverige Carpark AB) är ett nederländskt företag som driver parkeringsanläggningar i Europa. Q-Park är Europas tredje största parkeringsföretag med 3 500 parkeringsanläggningar i 10 länder, med sammanlagt 800 000 parkeringsplatser. Q-Park i Sverige arbetar även med parkeringsbevakning.

## Q-Park i Sverige
Q-Park tog 2006 över det svenska parkeringsföretaget Carpark AB och bytte namn på verksamheten i september 2008. Q-Park AB hade cirka 270 anställda i Sverige och drev cirka 1 500 parkeringsanläggningar, varav cirka 320 var parkeringshus. 
Det japanska företaget Sumitomo Corporation köpte i maj 2019 Q-Park i Sverige, Norge och Finland, varvid företaget bytte namn till Aimo Park.
Aimo Park var efter företagsköpet Nordens största parkeringsaktör med omkring 370 000 parkeringsplatser i Sverige, Norge och Finland, fördelat på drygt 6 000 parkeringsanläggningar. 2019 hade bolaget över 650 anställda och omsatte 228 miljoner euro.